# Mount Lebanon, Pennsylvania
Mount Lebanon är en ort i Allegheny County i delstaten Pennsylvania, USA.